# Mortal Kombat Trilogy
Mortal Kombat Trilogy ist ein Fighting Game aus der Mortal-Kombat-Reihe. Wie auch bei Ultimate Mortal Kombat 3 handelt es sich um eine Überarbeitung von Mortal Kombat 3, wobei MK Trilogy sämtliche Charaktere (inklusive der Bosse) und der überwiegende Teil aller Arenen der vorangegangenen Teile beinhaltet. Keine der Umsetzungen beinhaltet sämtliche Arenen, wobei die jeweils fehlenden je nach Plattform differieren. Mortal Kombat Trilogy war wegen der extremen Gewaltdarstellungen, insbesondere der schon bei den Vorgängern vorhandenen Spezialattacken zur Tötung des besiegten Gegners, in Deutschland ursprünglich ab 18 freigegeben und später indiziert.

## Handlung
Nachdem die Krieger des Erdenreiches im Mortal Kombat siegreich hervorgegangen sind, lässt Shao Kahn, Herrscher von Outworld, einen 10.000 Jahre alten Plan umsetzen: Er lässt seine frühere, in jungen Jahren verstorbene Königin Sindel wiederbeleben, jedoch nicht in Outworld, sondern im Erdenreich, um dieses betreten zu können, sie zurückzufordern und eine Invasion einzuleiten.
Wie schon in den vorigen Spielen existiert ein geheimer Charakter, hier ein männlicher Ninja namens Chameleon, der durch Drücken einer bestimmten Tastenkombination auch spielbar ist. Kano und Raiden in ihrer MK-1-Version, Jax und Kung Lao sind darüber hinaus auch in ihrer MK-2-Version anwählbar, wobei einige ihrer in den älteren Versionen vorhandenen Spezialattacken nicht mehr vorhanden sind. Diese Charaktere fehlen in der N64-Umsetzung ebenso wie Goro und Kintaro völlig, Motaro und Shao Kahn sind in dieser Version auch nicht als spielbare Charaktere verfügbar. Chameleon wurde hier durch Khameleon, einen weiblichen Ninja, ersetzt.